# Dysolobium pilosum
Dysolobium pilosum är en ärtväxtart som först beskrevs av Carl Ludwig von Willdenow, och fick sitt nu gällande namn av Marechal. Dysolobium pilosum ingår i släktet Dysolobium och familjen ärtväxter. Inga underarter finns listade i Catalogue of Life.